# أنقولية كندية
أنقولية كندية (الاسم العلمي: Aquilegia canadensis) هي نوع من النباتات تتبع جنس الأنقولية من الفصيلة الحوذانية.